# Fede (araldica)
In araldica, la fede è un termine utilizzato per indicare due mani che si stringono.

## Significato
Sul significato, o meglio sui diversi significati, da attribuirsi in termini generali alla Fede araldica gli esperti sono sostanzialmente concordi. Berardo Candida Gonzaga la dice «simbolo [...] d'una mutua unione, di riconciliazione, di alleanza e di conclusione di un contratto di pace»; Goffredo di Crollalanza aggiunge che «Questa figura s'incontra sovente sui rovesci delle medaglie romane col motto Fides exercituum, e Tacito ci assicura [che] gli Elvezii ne spedirono più volte alle armate romane in testimonio d'alleanza». Nelle armi gentilizie europee la Fede non è molto comune; il catalogo (che non pretende di essere esaustivo ma fortemente esemplificativo della realtà) fornito da Gustavo Mola di Nomaglio include 314 stemmi che la contengono, oltre 120 dei quali illustrati, in massima parte a colori.

## Galleria d'immagini

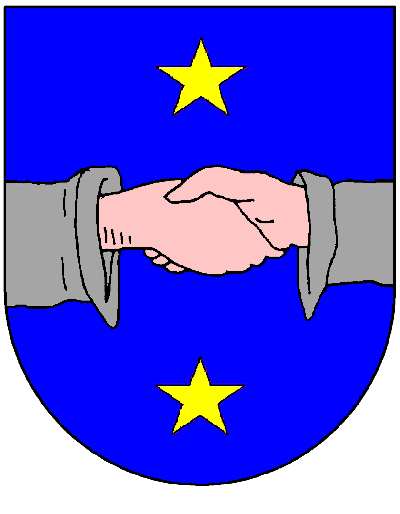
Una fede (famiglia Amigant di Manresa, Spagna)
Una fede nello stemma dell'Argentina
Due fedi sovrapposte (Pesaro)
Due fedi sovrapposte (scudo di Pesaro)
Due fedi sovrapposte (Provincia di Pesaro e Urbino)
Fede di carnagione (Acerenza)